# 渡具知ビーチ
渡具知ビーチ（とぐちビーチ）は沖縄県中頭郡読谷村の南西に位置する浜辺である。

## 歴史
琉球侵攻で薩摩軍が今帰仁に続き、この周辺の浜で本格的な上陸をしたと伝わる。
太平洋戦争においては、 1945年4月1日のアメリカ軍の上陸地点となった。